# Loxaspilates
Loxaspilates là một chi bướm đêm thuộc họ Geometridae.